# Organización Meteorológica Mundial
La Organización Meteorológica Mundial (OMM) es una organización especializada internacional creada en 1950 en el seno de la ONU cuyo objetivo es asegurar y facilitar la cooperación entre los servicios meteorológicos nacionales, promover y unificar los instrumentos de medida y los métodos de observación.
En la actualidad cuenta con 191 Estados miembros y territorios.
La OMM es la heredera de la antigua Organización Meteorológica Internacional (OMI), fundada en Viena, Austria en 1873.
La OMM tiene su sede central en Ginebra, Suiza. En el decimocuarto congreso del ente, celebrado en Ginebra en mayo de 2003 fueron elegidos secretario general y presidente el francés Michel Jarraud y el canadiense David Grimes, respectivamente.
Los objetivos de la organización son:
- Facilitar la cooperación mundial para crear redes de estaciones que efectúen observaciones meteorológicas, así como hidrológicas y otras observaciones geofísicas relacionadas con la meteorología, y favorecer la creación y el mantenimiento de centros encargados de prestar servicios meteorológicos y otros servicios conexos;
- Fomentar la creación y mantenimiento de sistemas para el intercambio rápido de información meteorológica y conexa;
- Fomentar la normalización de las observaciones meteorológicas y conexas y asegurar la publicación uniforme de observaciones y estadísticas;
- Intensificar la aplicación de la meteorología a la aviación, la navegación marítima, los problemas del agua, la agricultura y otras actividades humanas;
- Fomentar las actividades en materia de hidrología operativa y proseguir una estrecha colaboración entre los Servicios Meteorológicos y los Hidrológicos;
- Fomentar la investigación y enseñanza de la meteorología y, cuando proceda, de materias conexas, y cooperar en la coordinación de los aspectos internacionales de tales actividades.

## Reconocimientos recibidos
En 2007, el Grupo Intergubernamental de Expertos sobre el Cambio Climático (IPCC), una creación conjunta de la OMM y el Programa de las Naciones Unidas para el Medio Ambiente (PNUMA), recibió el Premio Nobel de la Paz "por sus esfuerzos para generar y difundir un mayor conocimiento sobre el cambio climático antropogénico (provocado por el hombre) y sentar las bases para las medidas necesarias para contrarrestar dicho cambio".

## Día Meteorológico Mundial
El Día Meteorológico Mundial se celebra anualmente el 23 de marzo.